# Kole
Pour les articles homonymes, voir Kole (homonymie).
Kole ou Kole-sur-Lukenie est une localité, chef-lieu du territoire éponyme de la province de Sankuru en république démocratique du Congo.

## Géographie
Elle est située en rive droite de la rivière Lukenie sur la route RP 807 au nord-ouest du chef-lieu provincial Lusambo.

## Administration
La localité a le statut de commune rurale de moins de 80 000 électeurs, elle compte 7 conseillers municipaux en 2019.

## Société
Cette localité forme aussi une entité ecclésiastique du même nom dans l'Église catholique, le diocèse de Kole, avec deux autres territoires : Lomela et Dekese.

## Population
35 000 habitants